# Ford Made In America
Ford Made In America is een samenwerkingsverband binnen de Amerikaanse klassieke muziek.
Het samenwerkingsverband wordt aangestuurd door Ford (als sponsor) en American Symphony Orchestra League (de orkesten) en Meet The Composers (componisten).
Binnen de Verenigde Staten is een aantal beroemde en financieel daadkrachtige orkesten actief:
- Boston Symphony Orchestra
- Chicago Symphony Orchestra
- New York Philharmonic
- Pittsburgh Symphony Orchestra
- Philadelphia Orchestra
- Cleveland Orchestra
- San Francisco Symphony Orchestra en het
- Los Angeles Symphony Orchestra

Daarnaast zijn er (per staat) natuurlijk tal van minder bekende orkesten, soms geheel beroeps, maar ook semiberoepsorkesten geven uitvoeringen. Deze orkesten zijn financieel minder in staat om opdrachten te geven voor orkestwerken en waren daardoor te afhankelijk van "wat overbleef" aan nieuwe composities.
Door de oprichting van "Ford Made In America" komen nu juist deze orkesten toe aan het gezamenlijk opdrachten geven aan hedendaagse componisten. Daarbij zit er voor de componisten een aardige bijkomstigheid bij. Het werk dat geschreven wordt, wordt achtereenvolgens door alle toegetreden orkesten uitgevoerd, hetgeen inhoudt dat het werk bijna twee jaar onafgebroken worden gespeeld. Een van de eerste composities in de reeks vond in 2005 en 2006 haar weg naar het publiek; een compositie van Joan Tower; Made in America.